# Angela Bettis
Angela Marie Bettis, född 9 januari 1973 i Austin, Texas, USA, är en amerikansk skådespelerska. Hon är mest känd för sin roll som Janet Webber i filmen Stulna år, där hon spelar mot bland andra Winona Ryder och Angelina Jolie. En annan känd roll gör hon i filmen May från år 2002. 

## Biografi
Angela har en tvillingbror som heter Joseph, och hon är dotter till Mary Lynn och Richard Joseph Bettis. 
Angela tog sin studentexamen vid Westlake High School i Austin, Texas. Hon har även studerat vid American Musical and Dramatic Academy i New York. 
Hon medverkade i sin första film, Sparrow (regisserad av Franco Zeffirelli), år 1993. Sen dess har hon medverkat i filmer som Stulna år och The Woods. Hon har medverkat i många skräckfilmer, exempelvis Bless the child och Carrie

## Filmografi (urval)
- Toolbox Murders (2004)
- Carrie (TV-film) (2002)
- May (2002)
- Stulna år (1999)

Hon har även gästspelat i många TV-serier.